# Filigranarbeit

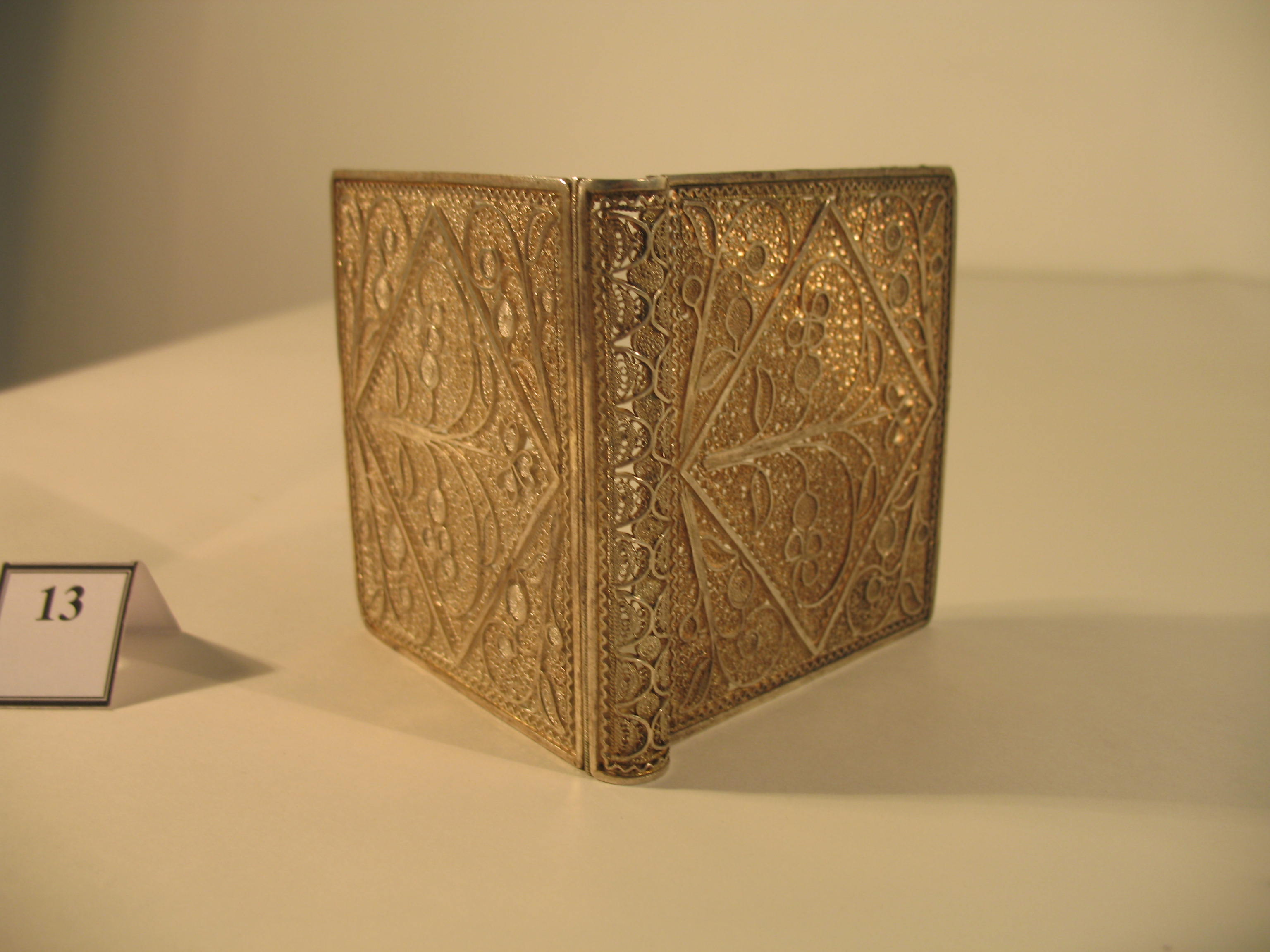
In Filigranarbeit gestaltete Tabaksdose

Der Ausdruck Filigran bedeutet wörtlich so viel wie „gekörnter Draht“ (von lat. filum „Faden, Draht“ und granum „Korn“) und bezeichnet feine Goldschmiedearbeiten aus Metallfäden mit aufgesetzten Metallperlen. Im übertragenen Sinne wird der Begriff auch für jedwede weitere feingliedrige Dekorationsform genutzt, z. B. die eines Eisenschneiders oder Ziseleurs.
Es handelt sich um eine alte, ornamentale Drahtbiegetechnik aus zierlichen, dünnen, wie zu Seilen geflochtenen (gekordelten) Drähten. Bekannt ist sie seit etwa 2000 v. Chr. aus Troja. Doch auch die Etrusker entwickelten diese Goldschmiedetechnik im 8. Jh. v. Chr. zur Perfektion. Über Spanien und Portugal gelangte die Filigranarbeit nach Friesland und breitete sich von dort über die Niederlande und Nordwestdeutschland aus. Heute wird Filigranarbeit weiterhin insbesondere in den Alpenländern, aber auch in den orientalischen Ländern für Trachten- bzw. Volksschmuck verwendet.
Drähte aus Gold oder Silber werden in Ziermustern auf einen Grund des gleichen Materials gelötet. Ab dem 20. Jahrhundert werden die Drähte auch ohne Unterlage zu einem feinen, durchbrochenen Gespinst geflochten und nur an den Berührungspunkten gelötet. Die Materialstärke der Drähte beträgt bis zu 0,01 mm. Zur Ornamentgestaltung verwendet man entweder nur gekordelte Drähte, oder mit Schneideeisen geschnittene und dann flach gewalzte Drähte in verschiedenen Stärken. Auch auf dünne Metallstreifen werden gekordelte Drähte aufgelötet. Gelötet wird mit Streulot.
Als Weiterführung gibt es in der Industrie einen „Filigran“-Wickler. Das ist ein Lockenwickler, der aus dünnem Messingdraht gewickelt wird und durch einen Überzug aus Kunststoff an den Verbindungsstellen des Drahtes verschweißt wird. Dadurch wird er sehr leicht und luftig – eben filigran.

## Schmuck (Beispiele)

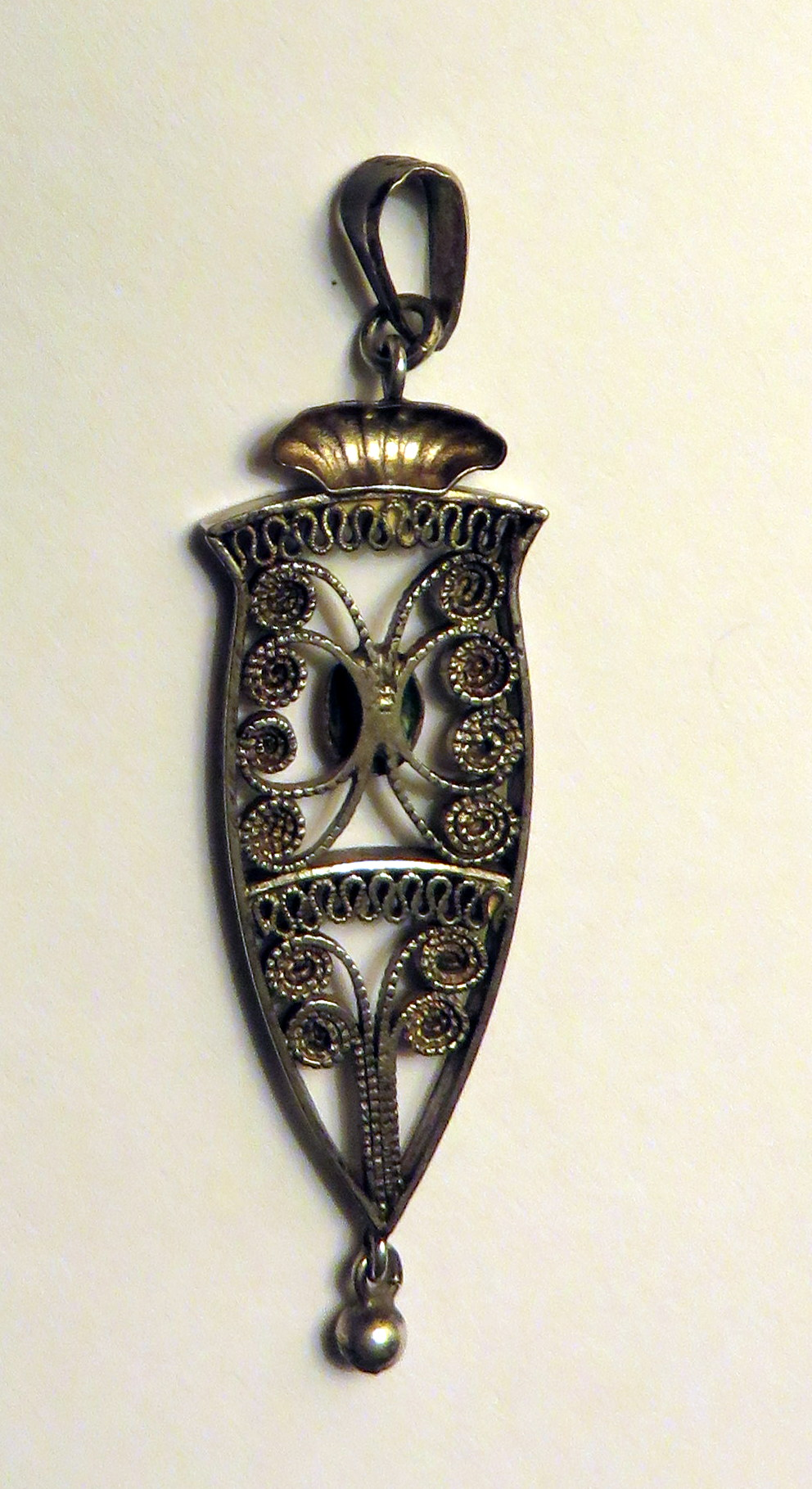
Kettenanhänger hinten, Deutschland 1930
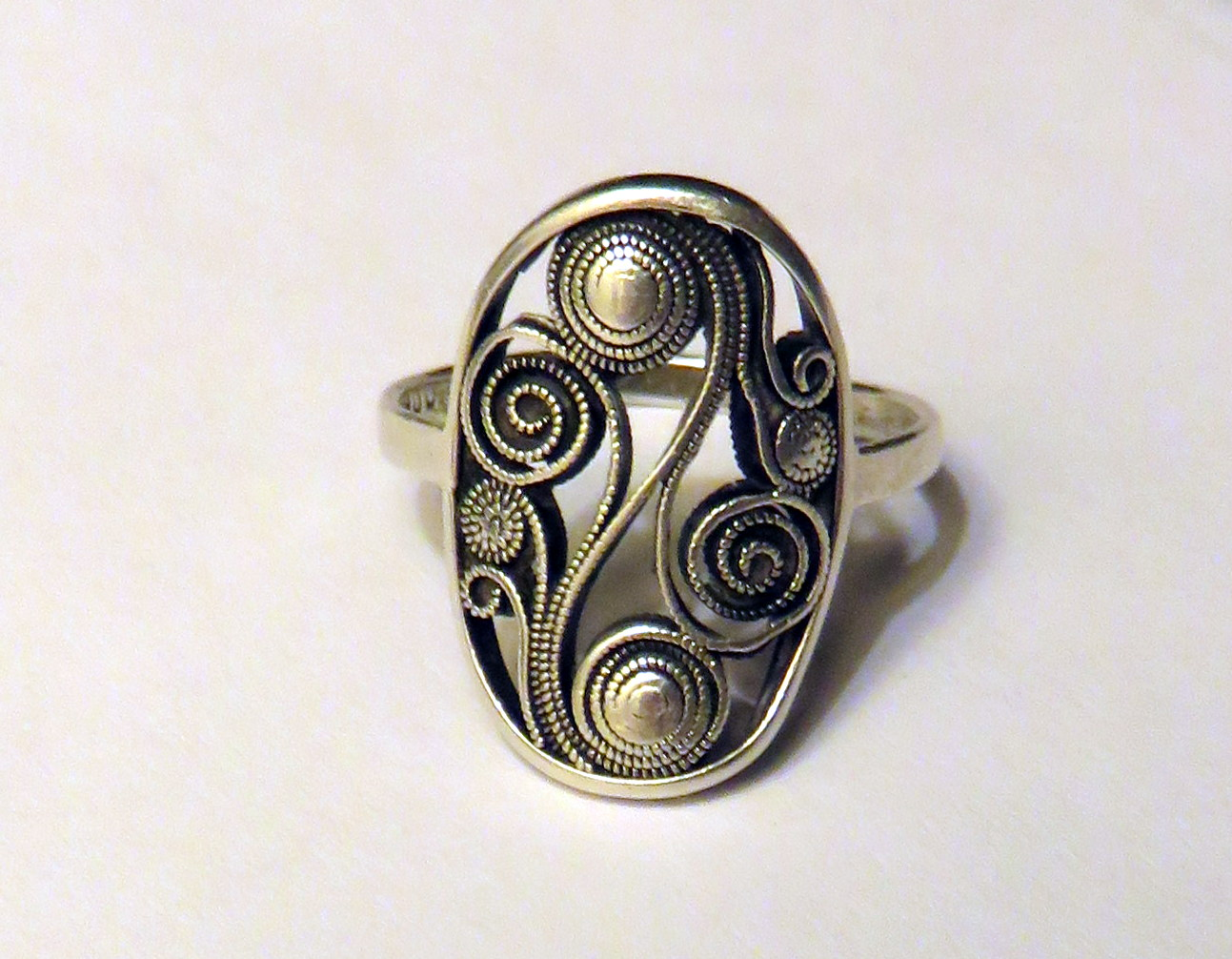
Silberring, Deutschland 1945
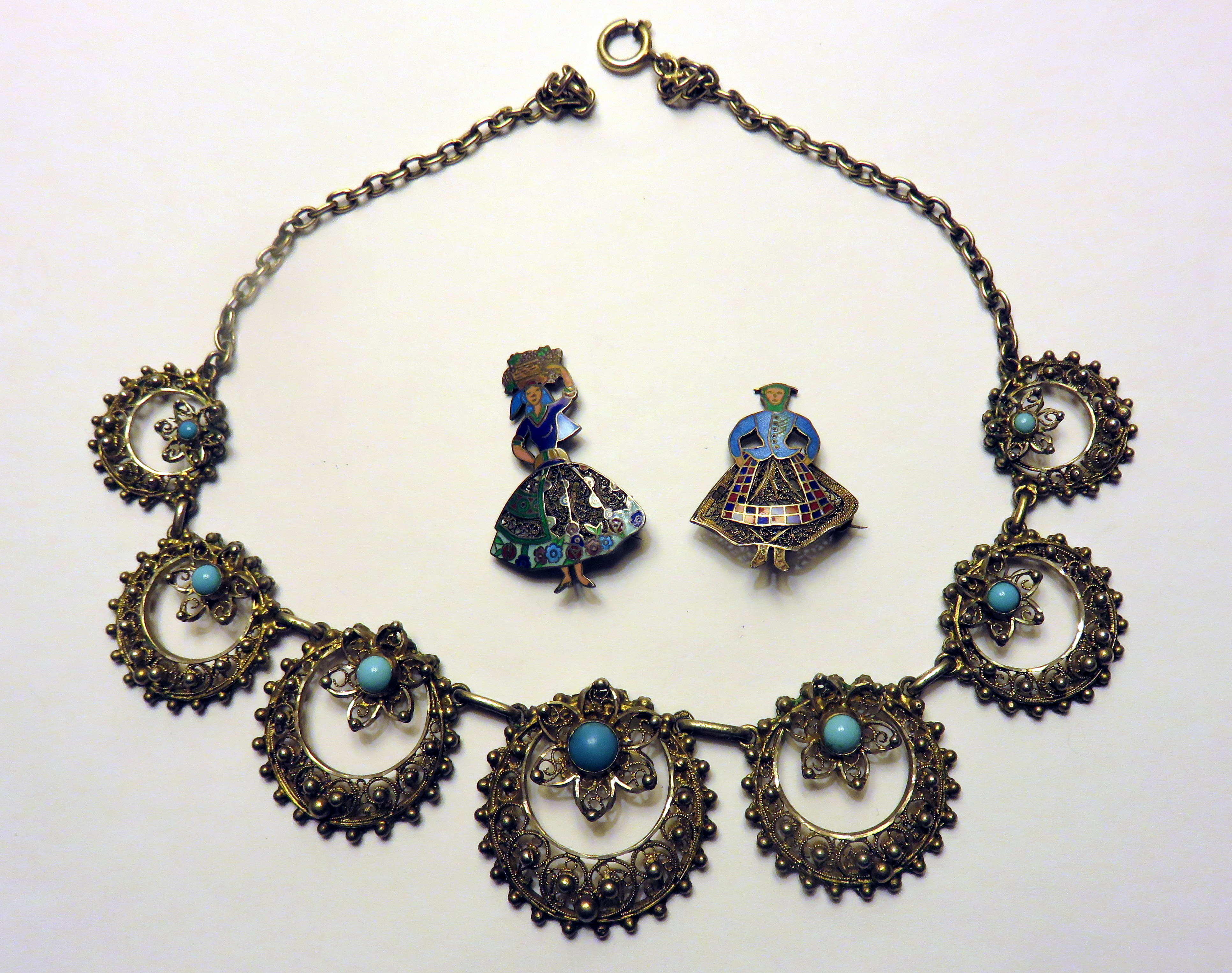
Kette und Broschen, Portugal 1965
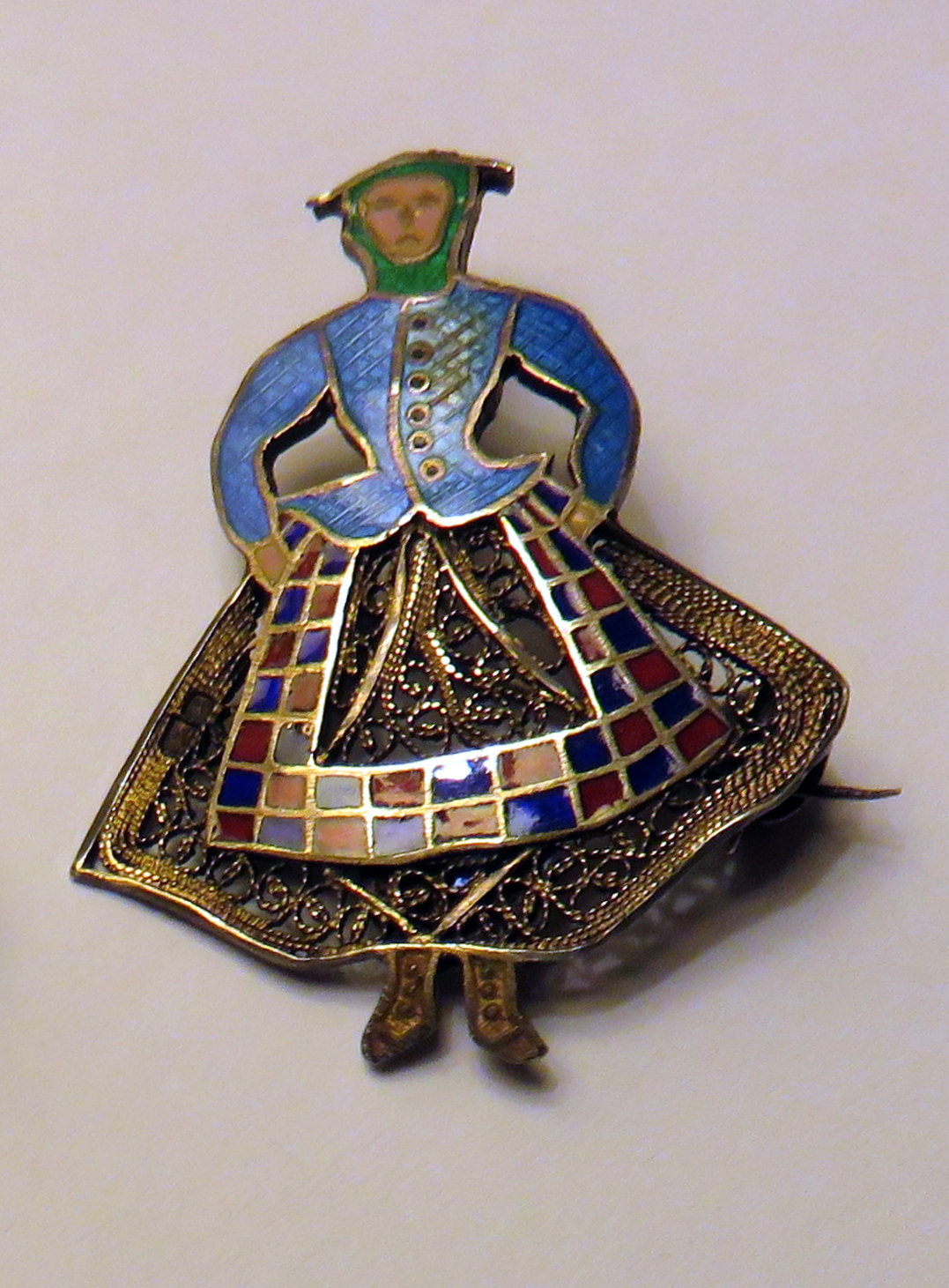
Filigran-Emaille-Brosche, Portugal 1965
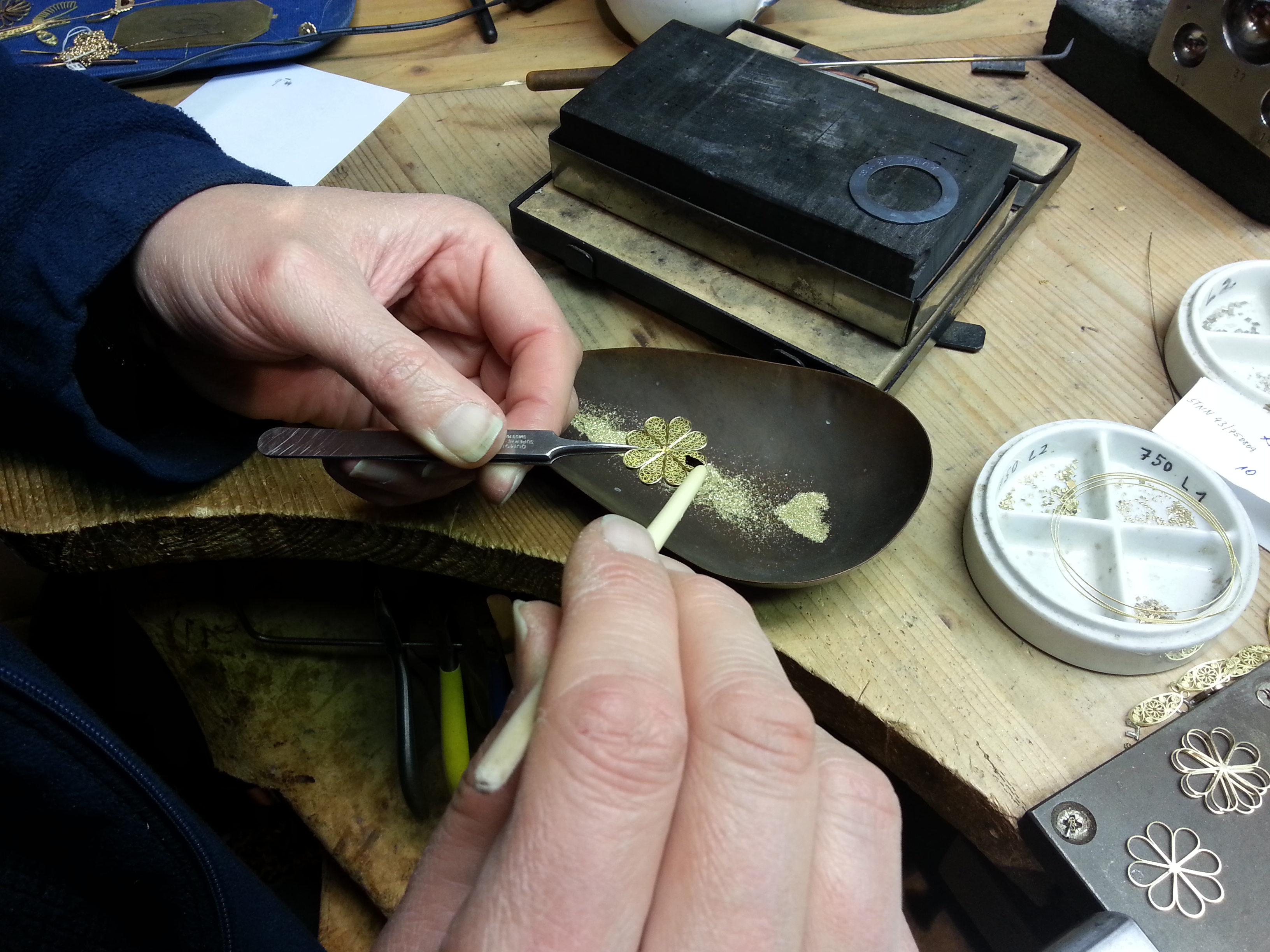
Filigrananfertigung in Ostfriesland
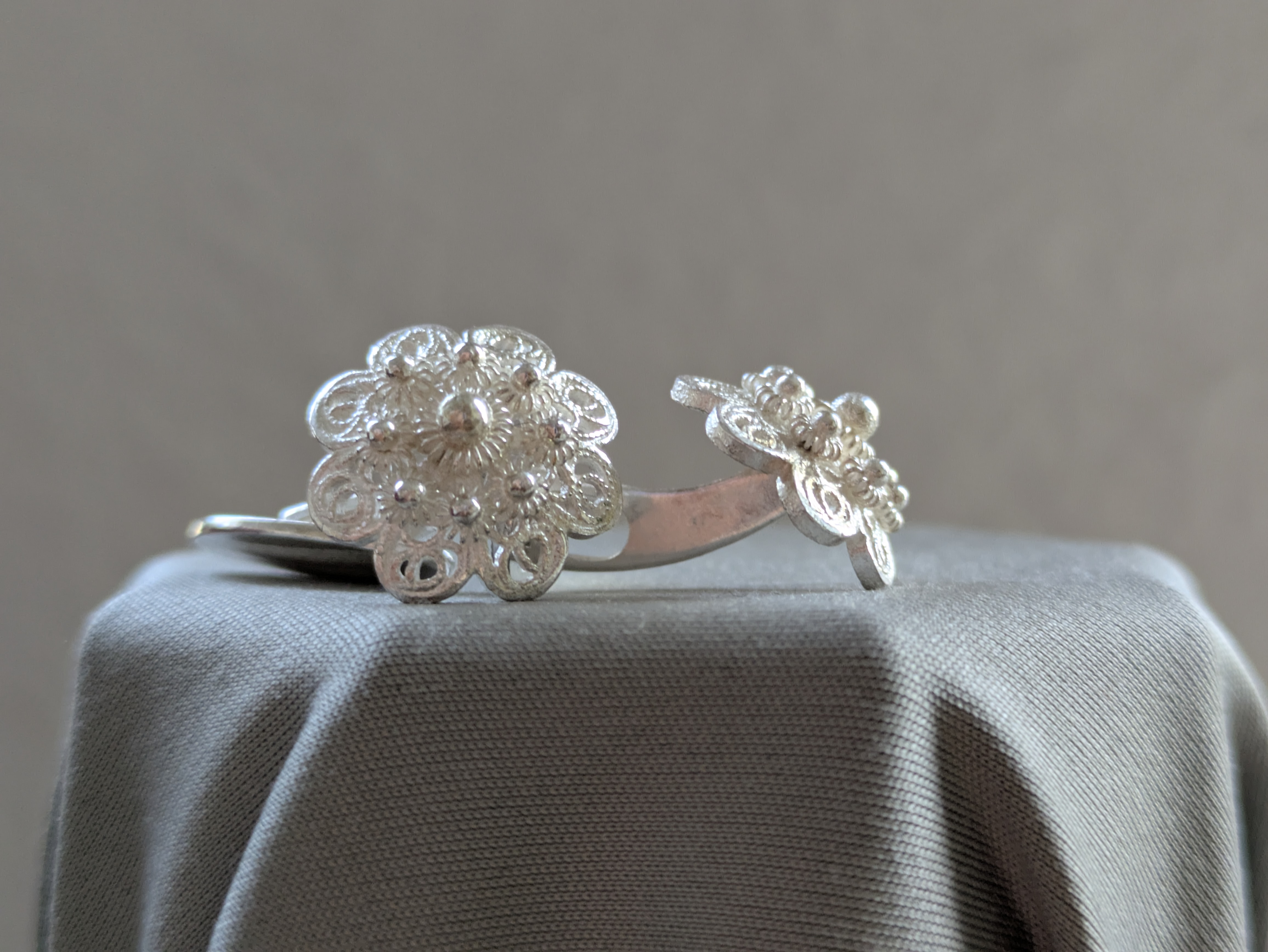
Manschettenknöpfe aus Altländer Filigran